# Povoado do Porto Torrão
O Povoado do Porto Torrão é um sítio arqueológico no concelho de Ferreira do Alentejo, em Portugal. Corresponde a uma antiga povoação que foi ocupada desde os finais do Neolítico até à Antiguidade Tardia, É um dos mais importantes conjuntos populacionais de fossos em toda a Península Ibérica, especialmente durante o período do calcolítico.

## História

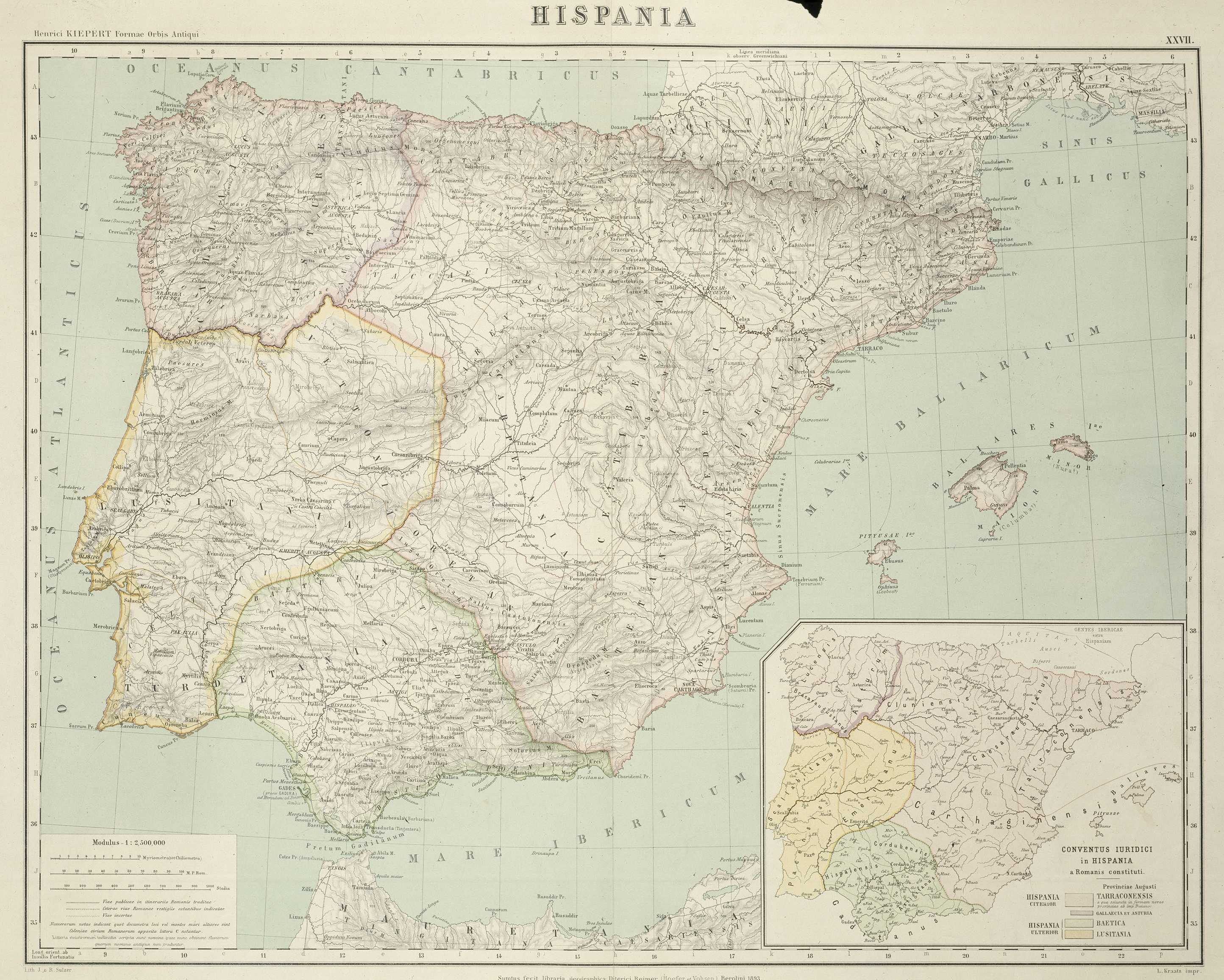
Reconstituição da Península Ibérica durante o período romano. Nesta época, a área de Ferreira do Alentejo beneficiava da sua posição central na região, e situava-se perto de estradas importantes que ligavam à cidade de Pax Julia (Beja).

### Ocupação original
O povoado do Porto Torrão foi ocupado desde há cerca de cinco mil anos atrás, nos finais do Neolítico, até à Antiguidade Tardia. Os vestígios encontrados apontam principalmente para o calcolítico, tendo sido também encontrado espólio do período romano nas proximidades. Nas escavações feitas no Condomínio da Azinheira, foram encontrados vários vestígios arqueológicos relativos a práticas funerárias, correspondentes aos quarto e terceiro milénios a.C..

### Redescoberta
O povoado do Porto Torrão é conhecido pelos arqueólogos desde a década de 1980. Foram feitas prospecções no local em 1982, sob a orientação de José Morais Arnaud, e escavações nesse ano e em 1985, um levantamento e uma nova escavação em 2002, prospecções em 2005 e 2006, escavações em 2008 e 2009, e prospecções em 2011. O sítio do Porto Torrão 2 foi alvo de uma prospecção em 2006.
Em 2008, iniciou-se um programa de emergência para identificar os vestígios encontrados, no âmbito das obras relacionadas com a Barragem do Alqueva. Nesta intervenção participaram mais de sessenta arqueólogos e vários técnicos de empresas da área, tendo sido provavelmente a maior em Portugal num sítio arqueológico do calcolítico. Em 2010, o arqueólogo Samuel Melro do Instituto de Gestão do Património Arquitectónico e Arqueológico relatou que tinham sido identificados sete sectores, e quatro áreas com necrópoles. As obras de escavação do sítio arqueológico foram entregues em 2008 à firma Neoépica, tendo a primeira fase envolvido principalmente decapagem mecânica, enquanto que na segunda fase foi utilizada escavação manual.
Durante a primeira fase, onde foram intervencionados cerca de 300 m², foram identificados vários graus de concentração dos vestígios arqueológicos, tendo sido encontrado um grande número de artefactos, cuja localização permitiu a delimitação das fronteiras do antigo povoado, que ficaram muito semelhantes às analisadas durante as pesquisas na década de 1980. Também foram feitas escavações manuais em onze sondagens, de forma a melhor identificar os vestígios. Em seguida iniciou-se a segunda fase, que consistiu em escavação manual de uma área de 3000 m², por parte de três equipas distintas, todas sob a coordenação científica do professor António Faustino Carvalho. Os primeiro e segundo sectores, com uma dimensão total de 980 m², foram entregues à empresa Neoépica, tal como a conclusão das escavações nas estruturas negativas identificadas nas sondagens V, VII, VIII e IX. O sector 3-Oeste foi entregue à empresa Archeoestudos, enquanto que os sectores 3-Este, 4 e 6 ficaram a cargo da companhia Crivarque.
Em 2010, as escavações arqueológicas ainda estavam numa fase inicial, prevendo-se a realização de novas análises caso fossem iniciadas obras naquela zona. Em 17 de Fevereiro de 2011, o Instituto de Gestão do Património Arquitectónico e Arqueológico emitiu o Anúncio n.º 2391/2011, publicado no Diário da República n.º 39, 2.ª série, de 24 de Fevereiro de 2011, que abriu o processo de classificação do Povoado de Porto Torrão. Este sítio arqueológico foi considerado um dos mais importantes a nível nacional para o estudo da pré-história, uma vez que permitiu o estudo das fixações humanas, e das suas interacções sociais, económicas e culturais num espaço de tempo desde os finais do Neolítico até à Antiguidade Tardia. Também em 2010 a empresa Neoépica fez trabalhos arqueológicos no empreendimento Condomínio da Azinheira, onde foram postos a descoberto vários vestígios pré-históricos. Após a realização dos trabalhos de campo, avançou-se com a construção dos edifícios planeados em cima dos vestígios arqueológicos, com a autorização do Instituto de Gestão do Património Arquitectónico e Arqueológico.

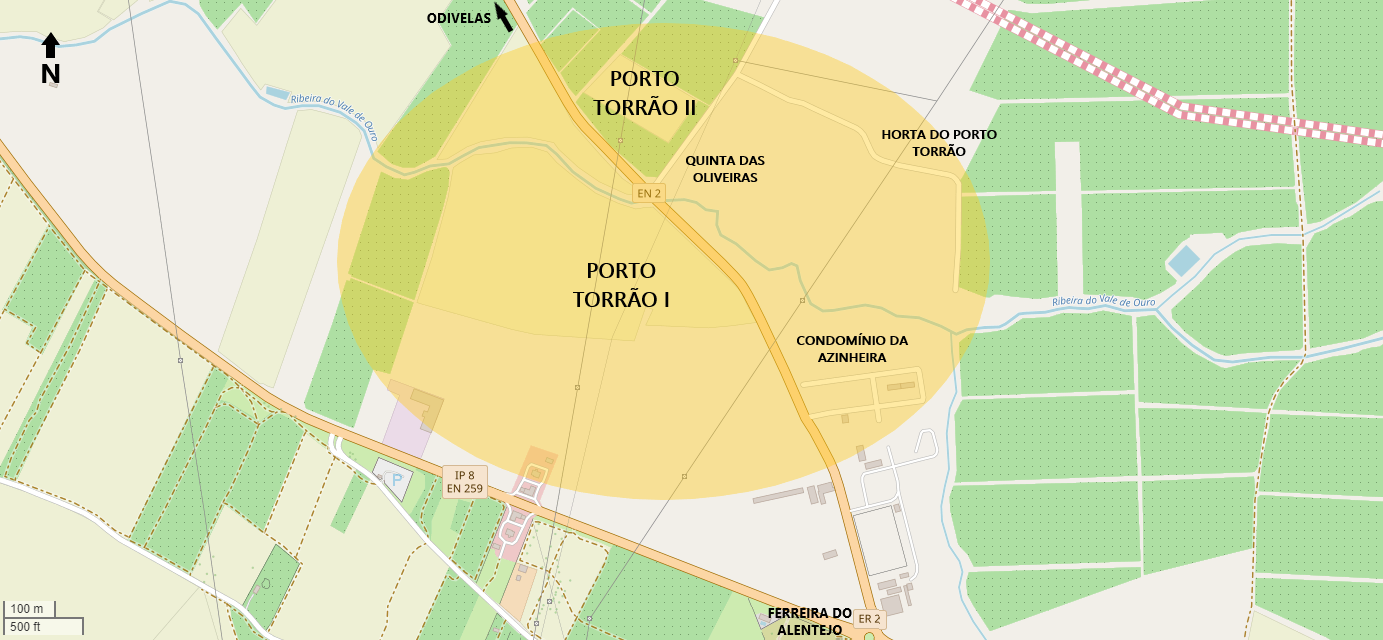
Área aproximada do sítio arqueológico. A zona Porto Torrão I assinala o recinto de fossos, enquanto que a Porto Torrão II refere-se à mancha de ocupação de cronologia romana. Também está identificado o Condomínio da Azinheira, onde foram descobertos vários materiais e estruturas funerárias do Calcolítico.

## Descrição

### Geografia e composição física
O sítio arqueológico Porto Torrão corresponde a um conjunto de fossos do Neolítico Final e Calcolítico, parte de uma concentração urbana situada numa vasta área em redor do vale da Ribeira do Vale do Ouro, com o centro geométrico situado na margem esquerda. Esta zona está situada a cerca de 2000 m de distância da moderna vila de Ferreira do Alentejo, no sentido Noroeste, perto do Monte de Porto Torrão. O solo da zona onde foram feitas as análises arqueológicas consiste em formações de areias, com crostas calcárias de cor clara.
Segundo o consultor científico durante as escavações iniciadas em 2008, António Valera, as principais estruturas encontradas são fossos, de grandes dimensões. Estes fossos apresentam várias características interessantes, incluindo a presença de vestígios que demonstram uma intensa ocupação humana no seu interior, mas que se torna quase nula no exterior. Dentro dos fossos foram encontradas estruturas em negativo que tinham sido escavadas no solo, que devido à sua composição branda, em argila e marga, facilitavam este tipo de obras e forneciam matéria prima para outras partes dos edifícios, como pisos, reentrâncias, saliências, e divisão dos espaços. Entre as estruturas identificadas, destaca-se a base de uma cabana de forma rectangular na Sondagem V, que ficou bem preservada, um edifício que provavelmente servia para a gestão dos recursos aquáticos, e uma calçada ou nível de piso em caliço esbranquiçado, que seguia aproximadamente no sentido Este - Oeste, e que foi encontrada na Sondagem XI. Foram encontradas poucas estruturas em positivo, devido ao seu posicionamento mais próximo da superfície, o que levou à sua modificação e destruição. No entanto, ainda se puderam identificar algumas ainda em relativo bom estado, como uma base de muralha descoberta durante a Sondagem I, uma base de cabana em forma circular na Sondagem IV, e uma outra possível base de cabana no canto Noroeste da Sondagem VII, que era formada por blocos de pedra de dimensões médias. O sector 1 foi o que surgiu de forma mais desigual, uma vez que os achados foram feitos quase ao nível da superfície, tendo sido encontradas várias estruturas em argila. Outro ponto relevante sobre o primeiro sector foi a profundidade da geologia, com mais um metro, o que possibilitou a criação de várias camadas de ocupação ao longo dos anos, espelhando as diferentes fases de povoamento do Porto Torrão, ao longo de um grande período.
Durante as escavações nos primeiro e segundo sectores, foram encontrados quatro troços de fosso, que correspondiam a duas estruturas distintas, que possivelmente seriam os limites do povoado. No interior foram identificadas cerca de cem estruturas negativas, em fossas, e positivas, em pedra, e outras que evidenciavam uma ocupação efectiva do local, como estruturas de combustão, relacionadas principalmente com funções agrícolas e artesanais.
O Porto Torrão foi descrito pela arqueóloga Ana Rodrigues como a maior povoação do período calcolítico em território nacional, podendo ocupar uma área superior à da vila de Ferreira do Alentejo. Foram encontradas estruturas subterrâneas utilizadas em enterramentos, que foram utilizadas desde o neolítico até aos finais da idade do bronze, descoberta que foi considerada inédita, uma vez que não até então não tinham sido identificadas áreas de necrópoles em povoações do calcolítico. A sua descoberta permitiu uma maior compreensão sobre a pré-história da região, especialmente sobre a cultura mortuária.
Uma das arqueólogas presentes nas escavações de 2008 a 2010, Filipa Rodrigues, adiantou a hipótese que existia um fosso a partir da Ribeira de Vale de Ouro, numa das curvas mais acentuadas daquele curso de água, que serviria para regularizar o caudal, de forma a facilitar a drenagem dos solos, e armazenar água para depois alimentar canais mais pequenos que serviriam as culturas em redor da antiga povoação, criando assim um sistema de regadio. Em Outubro de 2017, esta teoria foi referida pelo arqueólogo António Faustino de Carvalho numa conferência em Beja, onde apoiou a hipótese do escoamento da água, devido às condições no local, mas criticou a segunda função, uma vez que não seria possível manter uma cultura de regadio naquele período, devido a vários problemas de ordem técnica. O investigador defendeu a existência de uma fase de transição na região do moderno Baixo Alentejo, nos finais da pré-história recente, durante o III milénio a. C., quando se desenvolveu a agricultura e pastorícia, mudando radicalmente o tecido social das comunidades.
Num local situado nas imediações, junto à Estrada Nacional 2, também foram encontrados vestígios arqueológicos, tendo sido denominado de Porto Torrão 2. Num outro sítio, correspondente aos lotes 27 e 30 do Condomínio da Azinheira, localizado igualmente nas proximidades do Porto Torrão, foram encontrados importantes indícios de estruturas funerárias da tipologia dos tholos, além de vários materiais.

### Espólio
No conjunto das duas fases, em ambos os sectores, foi recolhido espólio suficiente para preencher cerca de 430 contentores de material arqueológico. Este espólio inclui mais de três toneladas de material cerâmico, incluindo fragmentos e peças em bom estado de conservação, dentro do qual se encontram vários exemplos de todas as tipologias comuns dentro do período do calcolítico, mais alguns típicos do neolítico. As peças incluem cerca de 20 mil fragmentos de bordo mais 1400 com carena, e cerca de 3400 Kg de partes de bojos e fundos, que permitem uma boa simulação dos tipos de contentores utilizados na antiga povoação. Outro grupo importante de peças encontradas são os elementos de tear, tendo sido recolhidas 387 placas e cerca de 2800 crescentes, alguns deles decorados com grafitos. Uma parte significativa do espólio cerâmico foi encontrado no forno situado na área G, numa cabana durante a quinta sondagem, e nas camadas de ocupação nas áreas H, I e J. Devido à sua grande quantidade, o espólio de peças de cerâmica é o mais importante para estudar o sítio do Porto Torrão, tendo sido previsto um estudo mais completo aos vestígios de cerâmica campaniforme, tal como análises químicas nas pastas, no sentido de melhor compreender os métodos de fabrico e a proveniência das peças.
Na primeira fase, foram encontrados dois vestígios de inumação humana, e cerca de 2000 Kg de artefactos, muitos deles de boa qualidade e bom estado de preservação. A maior parte do espólio foi composto por peças de cerâmica, alguns deles ainda bastante grandes e em bom estado, incluindo algumas peças completas ou quase inteiras. As peças mais importantes, devido à utilidade como exemplos crono-culturais, foram pratos com bordo espessado ou almendrado, e algumas taças carenadas, que foram datadas no período de transição do quarto para o terceiro milénio. Também foram recolhidos vasos em calotes esféricos e hemisféricos. Outros elementos em cerâmica incluem contentores e taças de pequenas dimensões. Na Sondagem III do primeiro sector, foram descobertos alguns pedaços peças de cerâmica campaniforme, que foram considerados no estilo internacional. Esta cerâmica campaniforme estava decorada com pontilhado identificado como fazendo parte do grupo de Palmela, provavelmente fabricada na região. Também foram encontrados muitos ossos de animais, de grande variedade de fauna,, partes de placas e de crescentes em barro, três furadores em cobre e um em sílex, algumas ferramentas em pedra polida, um fragmento de chapa em osso, pontas em sílex com uma base recta ou côncava, parte de uma alabarda em jaspe, e alguns percurtores esferoidais.
Em termos de pedra polida, foram encontrados principalmente peças de moagem, tanto moventes como dormentes, e alguns machados e enxós em anfibolito, em estado fragmentário, ou com desgaste de uso intenso. Foram igualmente recolhidos vários elementos em pedra polida, algo de muito comum neste período, e que incluíam pontas de seta com base recta ou de forma côncava, lâminas espessas, furadores, lamelas, núcleos, restos de talhe, e lascas que tinham sido retocadas. Ambos os tipos de elementos em pedra estão quase todos ligados de alguma forma à prática da agricultura, tendo sido construídas principalmente utilizando materiais da região, como sucedeu com as pedras de moagem, em gabro-dioritos, ou com as pontas de seta e outras ferramentas, xisto. No entanto, algumas das peças foram feitas em sílex e anfibolito, materiais que não se encontram na zona, sugerindo a presença de rotas comerciais com outras regiões. Quanto a peças metálicas, estas foram encontradas em reduzida quantidade, o que está de acordo com o estado embrionário da metalurgia durante aquele período, tendo sido recolhidos alguns pequenos fragmentos em metal, punções, e uma placa metálica de uso desconhecido. Não foram identificados quaisquer vestígios que revelassem a presença de uma indústria metalúrgica, como escória ou fragmentos de cadinhos.
Além de ferramentas e peças do uso diário, também foram encontrados alguns elementos que poderiam ter utilização simbólica ou religiosa, incluindo um fragmento de uma placa em xisto que tinha sido decorada em ambos os lados, um búzio também decorado, parte de um Bétilo (es), um fragmento de um ídolo de forma cilíndrica, e um dente de javali que tinha sido furado para suspensão. Este espólio foi encontrado no interior de silos ou em bolsas de enchimento, e todas as peças estavam danificadas de alguma forma, quer através de problemas durante o fabrico quer estragos provocados pelo uso, o que motivou o seu abandono. Foram igualmente descobertos muitos e diversos vestígios da fauna antiga no local, que foi bem preservada devido ao tipo de terreno argiloso, tendo sido identificados restos de mamíferos como ovelhas ou cabras, porcos ou javalis, veados, bovídeos, cavalos, e provavelmente de um cão. Em termos de moluscos, estes vestígios surgem em menor quantidade, tendo sido analisados restos de vieiras (Pecten maximus), amêijoas (Tapes decussata) e mexilhão (Mytilus sp.).
Outro importante conjunto de espólio encontrado no local foram as peças líticas, constituído por mais de 4300 exemplares, em pedra polida, lascada e afeiçoada. Grande parte deste espólio é formado por instrumentos de moagem, dos quais foram exumados mais de 400 fragmentos, enquanto que as peças em pedra polida, constituídas por machados e enxós, eram só 41, número demasiado reduzido para a natureza agrícola da região. Foram igualmente desenterradas 1089 lascas e 99 núcleos, 80 pontas de seta, doze raspadores, e apenas quatro foicinhas ou lâminas de forma ovóide. Também foi identificada uma possível oficina para talhe num depósito da zona J, cuja análise poderia melhorar a compreensão e dispersão dos fragmentos de lascas e restos de talhe, e facilitar a remontagem das peças. Em último lugar, foram exumadas 76 peças metálicas, incluindo pedaços de escória e vários objectos cuja função já foi identificada. As peças mais significativas para a compreensão da metalurgia local vieram de uma cabana na área H, onde foram encontrados fragmentos de cadinhos em cerâmica, ferramentas que eram utilizadas nesta indústria, e da área E, onde foi recolhida uma serra.
No local conhecido como Porto Torrão 2, o espólio foi composto por fragmentos de tégulas e ânforas. Durante os trabalhos no Condomínio da Azinheira, foram recolhidos 128 fragmentos de artefactos e ecofactos, dos quais 119 eram partes de peças de cerâmica. Estas foram identificadas como sendo de fabrico manual, e apresentando configurações comuns ao calcolítico, como pratos de bordo espessado, embora algumas peças tenham formatos semelhantes aos encontrados em contextos da pré e proto-história, como taças de forma esférica e potes esféricos. Destacam-se igualmente as peças identificadas como duas formas de bordos, que apresentam configurações comuns às dos vasos campaniformes.